# مديونة (المغرب)
مديونة هي مدينة مغربية صغيرة وسط غرب البلاد. تقع مديونة على ضاحية الجنوبية للدار البيضاء ضمن إقليم مديونة. تضم مديونة 14.712 نسمة (حسب إحصاء 2004).